# Droste-effektus

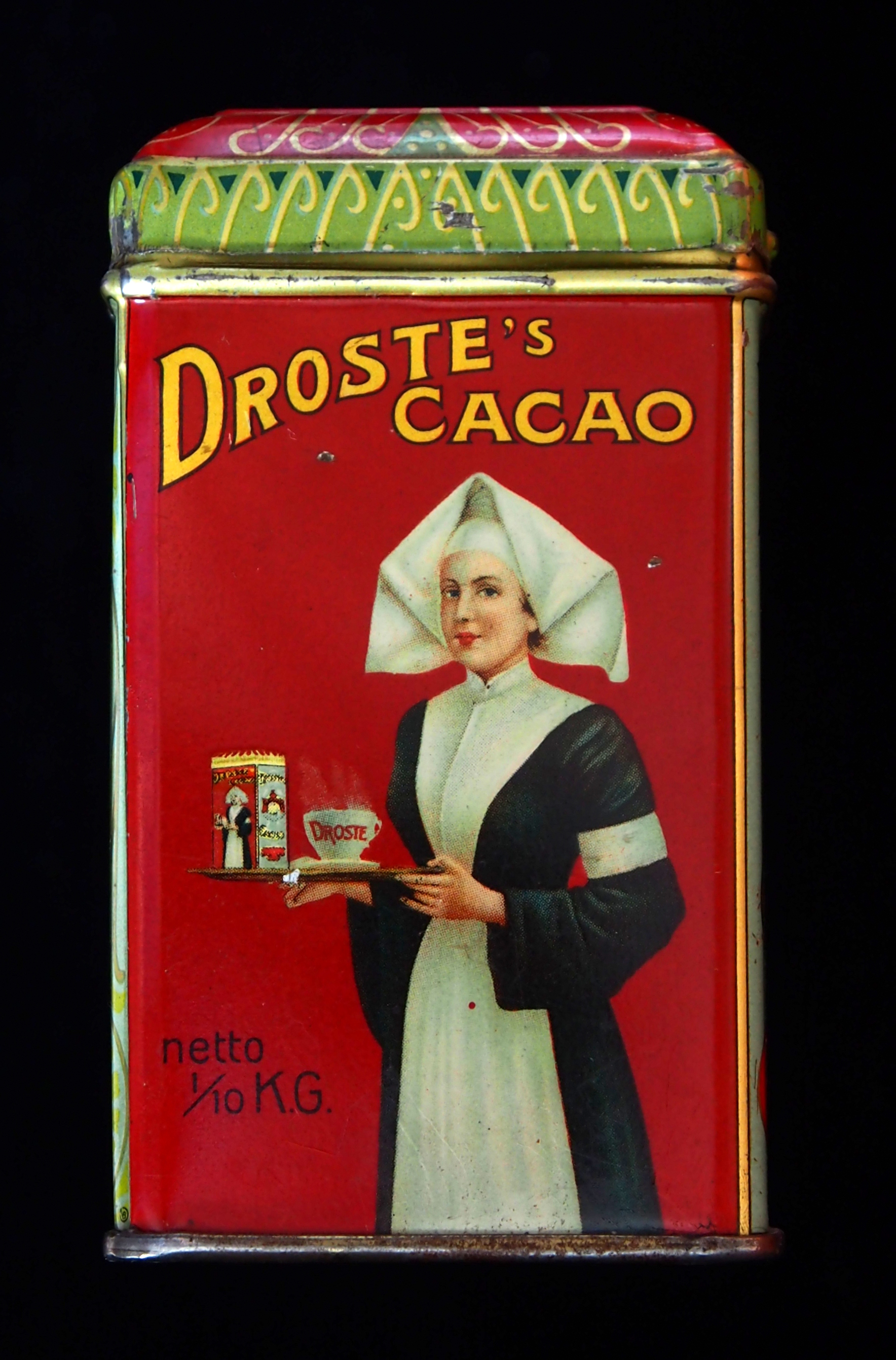
Az eredeti 1904-es Droste kakaós doboz, Jan Misset (1861–1931) munkája

A Droste-hatás (ˈdrɔstə) a művészetben ismert mint a  mise en abyme egyik alesete, egy olyan megjelenítés, mikor egy kép rekurzívan szerepel saját magában egy hozzá hasonló kép helyén, így egy olyan láncot képez, mely elméletileg a végtelenségig folytatódhat, de a valóságban ennek a kép minősége határt szab.
A jelenség egy holland kakaóporról kapta a nevét, melynek reklámképét 1904-ben Jan Misset tervezte meg. A jelenséget azóta rengeteg termék csomagolásán felhasználták. A jelenség előképe már több középkori képen is szerepel, melyek között ott van Giotto 1320-as Stefaneschi-triptichon című műve is.

## A hatás

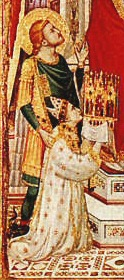
Az 1320-as Stefaneschi-triptichon részlete, ahol Stefaneschi kardinális magát a triptichont tartja a kezében

### Eredete
A hatás nevét a holland Droste kakaópor dobozán lévő képről kapta. Ezen egy nővér tálcán egy csésze forró csokoládét visz, mellette pedig egy olyan doboz van, amin szintén ez a kép látható. A dobozt Jan Misset tervezte. Az 1904-ben elkészített, majd többek, így például Adolphe Mouron által is megváltoztatott, 1912-es változata eggyé vált a háztartással. A hírek szerint Nico Scheepmaker költő és újságíró terjesztette el a fogalmat az 1970-es években.

### Matematikája
A megjelenés rekurzív: a kisebb változatban a kép egy még kisebb változata szerepel, és így tovább. Csak elméletben mehet ez a végtelenségig éppúgy, mint a fraktálok. A gyakorlatban ennek a képfelbontás gátat szab. Ez egy viszonylag rövid sorozat, mert a kép mértanilag csökken minden egyes újabb képben.

### Középkori művészet
A Droste-hatást Giotto az 1320-as Stefaneschi-triptichon képén előre jelezte. A sokszárnyú oltárkép középső elemén Giacomo Gaetani Stefaneschi bíboros magát a triptichont ajánlja fel Szent Péternek. A középkorból is sok olyan könyv maradt fenn, melyen szerepelt a könyv képe, valamint sok olyan templomi ablak létezik, melyen szerepel pont az a templomablak is.

### M. C. Escher
M. C. Escher holland művész 1956-os Print Gallery litográfiájában kihasználja a Dorste-effektust. Ezen a képen egy olyan galéria van, ahol van egy kép egy galériáról, minden alkalommal kicsinyítve és elforgatva jelenik meg a kép, de a kép közepe eltűnik. A kép több matematikus figyelmét is felkeltette, akik között ott volt Bart de Smit és Hendrik Lenstra is. Ők a kép közepét a Droste-effektus egy változatával sikeresen kitöltötték, és sikeresen elforgatták valamint belesüllyesztették a kép hiányzó részébe.

### Modern használata
A Droste-hatást felhasználták a Land O'Lakes vaj csomagolásán is, ahol egy indián nő egy csomag vajat tart a kezében, melyen ő szerepel. A Morton Salt is hasonlóan használja ki ezt a hatást. A Pink Floyd 1969-es Ummagumma lemezén az együttes tagjai különböző helyeken ülnek olyan falak előtt, ahol ugyanaz a kép látszik, de rotálódnak közben a tagok. A The Laughing Cow vajkrémmárka egy tehenet jelenít meg a csomagolásán, rajta egy fülbevalóval. Közelebbről megnézve feltűnik, hogy azokon a vajkrém csomagolása látható, és mindegyiken kivehető a nevető tehén. A Droste-effektus a témája Russell Hoban gyermekregényének, a  The Mouse and His Childnek is, ahol a "Bonzo Dog Food" csomagolásán maga a csomagolás is látható.
A Droste-effektus egy háromdimenziós változatával lehet találkozni Anglia Bourton-on-the-Water falujában. Az 1930-as években a falu belsejében 1:9 arányban megépítették Burton-on-the-Water makettét, melyben benne van ennek egy kisebb változata, majd azon beül egy még kisebb. A falumodellt 2013-ban felvették a védett területek listájára, mivel az nagyon precíz munka, illetve megfelelő építőanyagokat és építési technikákat használtak. Ugyanis ebben is követték az eredeti falu tulajdonságait.

## Példák

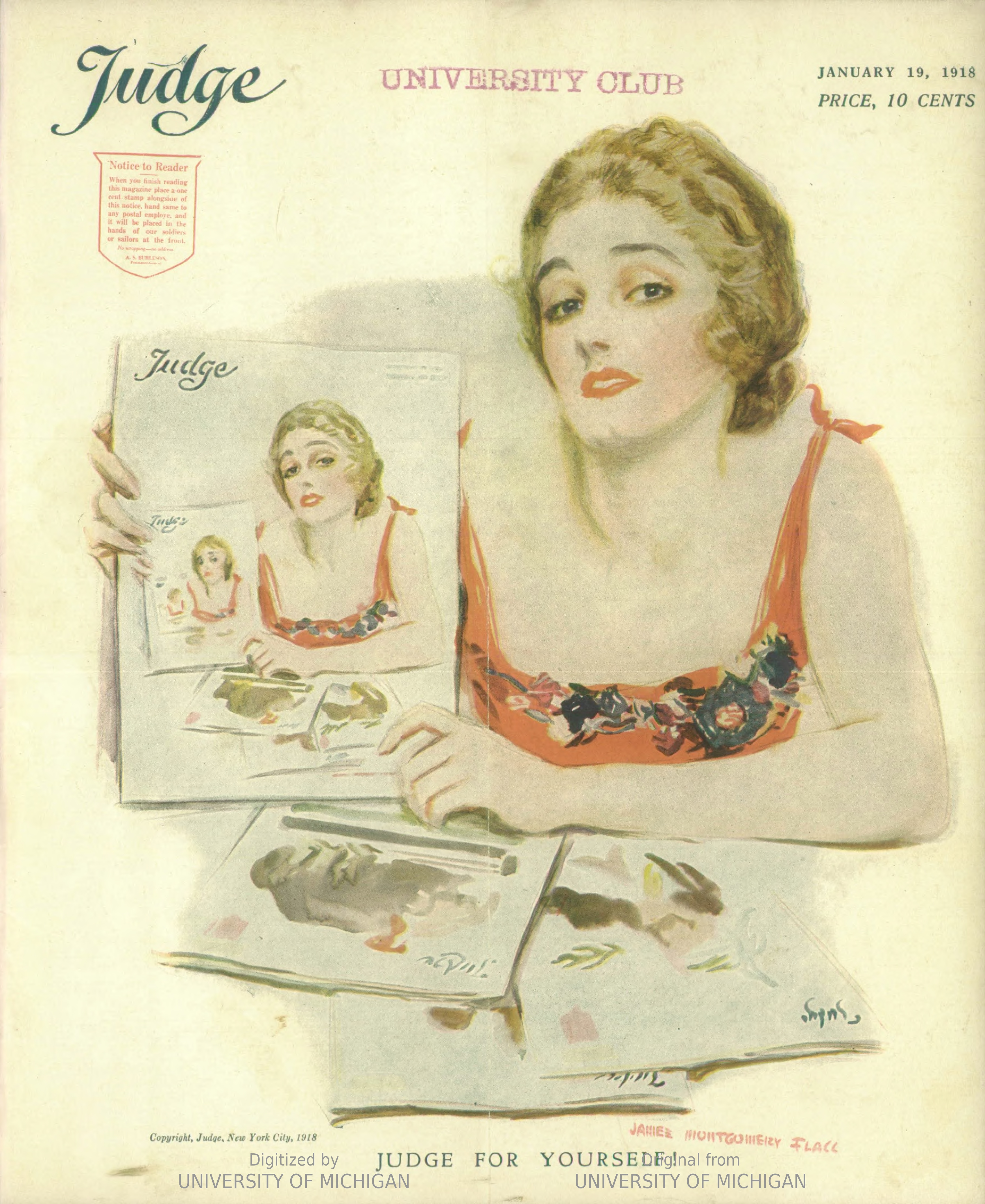
A Judge 1918. január 19-i számának címlapja.
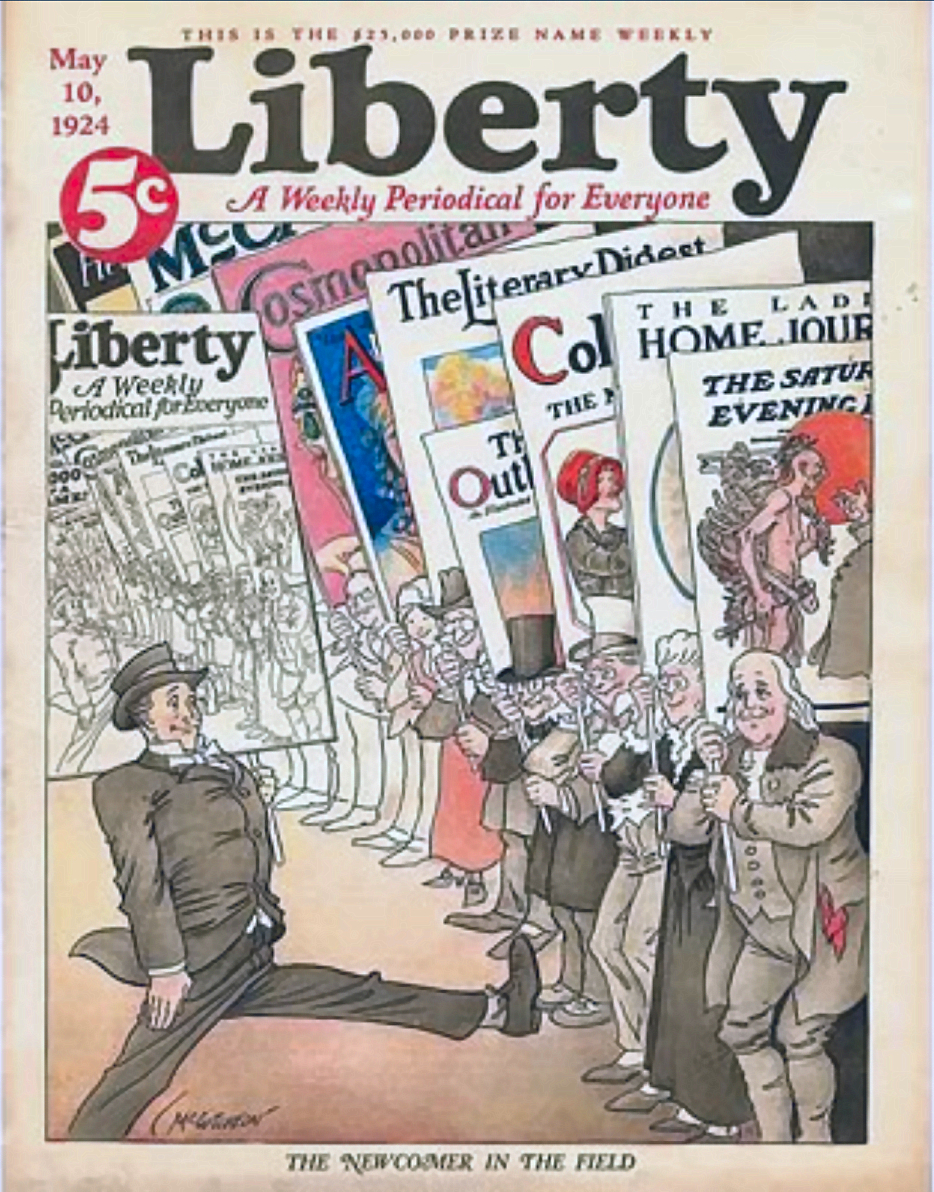
A Liberty 1924. május 10-i címlapja.
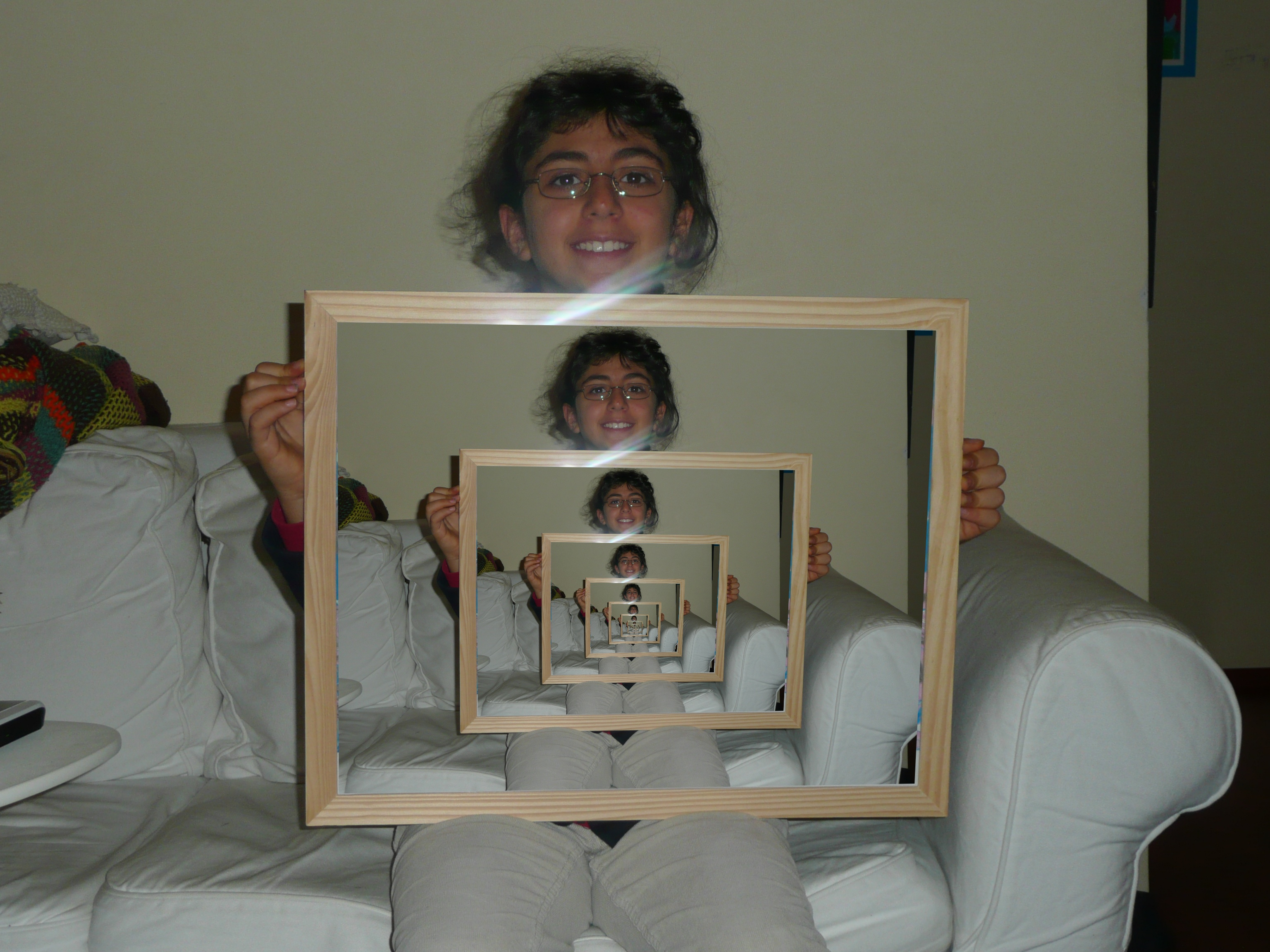
A Droste-effektus retusálással (GIMP használatával)
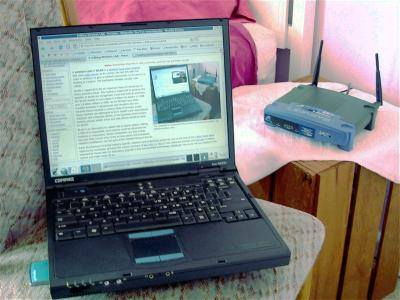
A hatás egy laptop képernyőjén, melyen a Wikipédia egy oldala látszik.

## Lásd még
- Fraktál
- Homunkuluszparadoxon
- Matrjoska

## Külső hivatkozások
- Escher and the Droste effect Archiválva 2016. január 21-i dátummal a Wayback Machine-ben
- The Math Behind the Droste Effect
- Droste Effect with Mathematica
- Droste Effect a Wolfram Demonstrations Projectből